# Vedat Dalokay
Vedat Ali Dalokay Elazığ, (1927. november 10. – Kırıkkale, 1991. március 21.) török építész, aki korábban Ankara polgármestere is volt.

## Életrajz
1927-ben született a kelet-anatóliai régióban (törökül: Doğu Anadolu) található Elazığ városában (Elazığ (tartomány), Törökország).
Az általános és a középiskolát követően az Isztambuli Műszaki Egyetem Építészmérnöki Karán szerzett diplomát, majd 1952-ben fejezte be a posztgraduális tanulmányait a párizsi Sorbonne Egyetem Urbanisztikai és Városfejlesztési Intézetében.
Számos díjnyertes projektje volt Törökországban. Dalokay elnyerte az Iszlám Fejlesztési Bank nemzetközi díját (Rijád, Szaúd-Arábia, 1981). A leghíresebb projektje a pakisztáni Fejszál-mecset Iszlámábádban, (1969).
Egy építészeti pályázaton elnyerte a jogot és megtervezte az ankarai Kocatepe-mecsetet, de az ellentmondásos kritika eredményeként az nem épült meg (csak az alapozás készült el a tervek alapján). Később ennek módosított terve szolgált az iszlámábádi Fejszál-mecset alapjául.
1973-ban megválasztották ankarai polgármesternek a Köztársasági Néppárt (CHP) jelöltjeként.
1991. március 21-én egy közlekedési balesetben hunyt el, amelyben felesége Ayca (44) és fia, Barış (17) is meghalt.

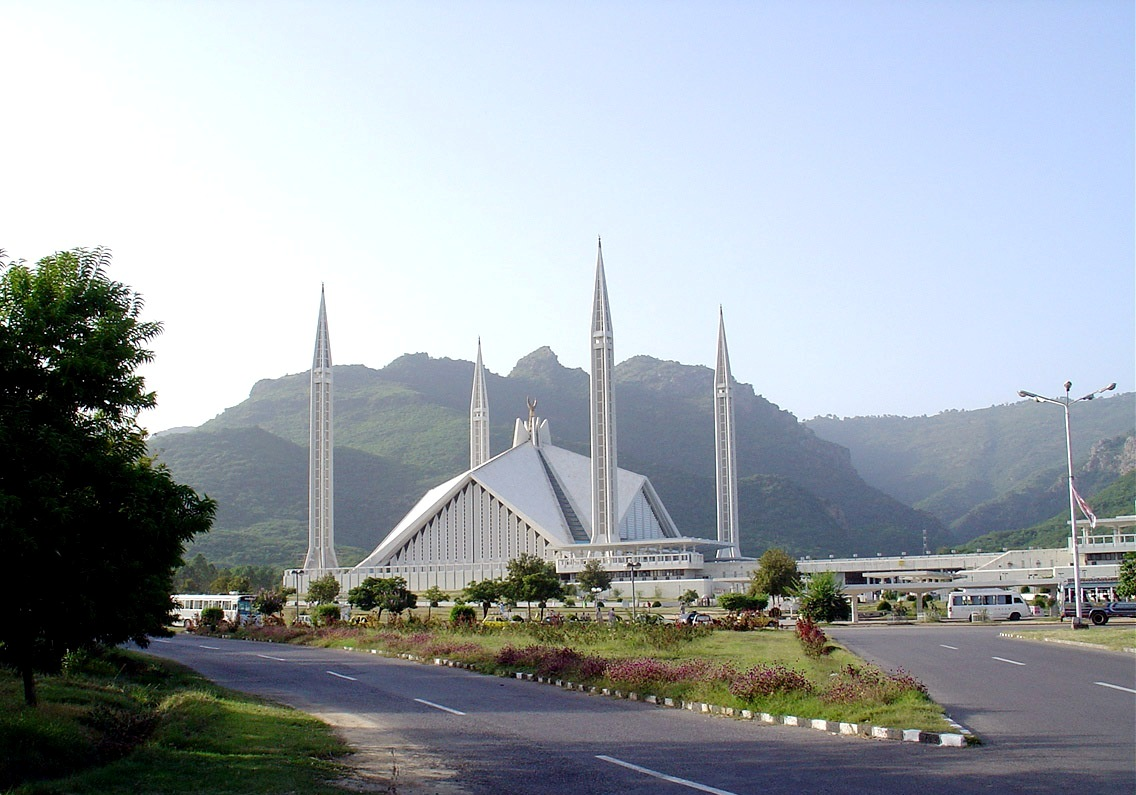
Fejszál-mecset, Iszlámábád, Pakisztán
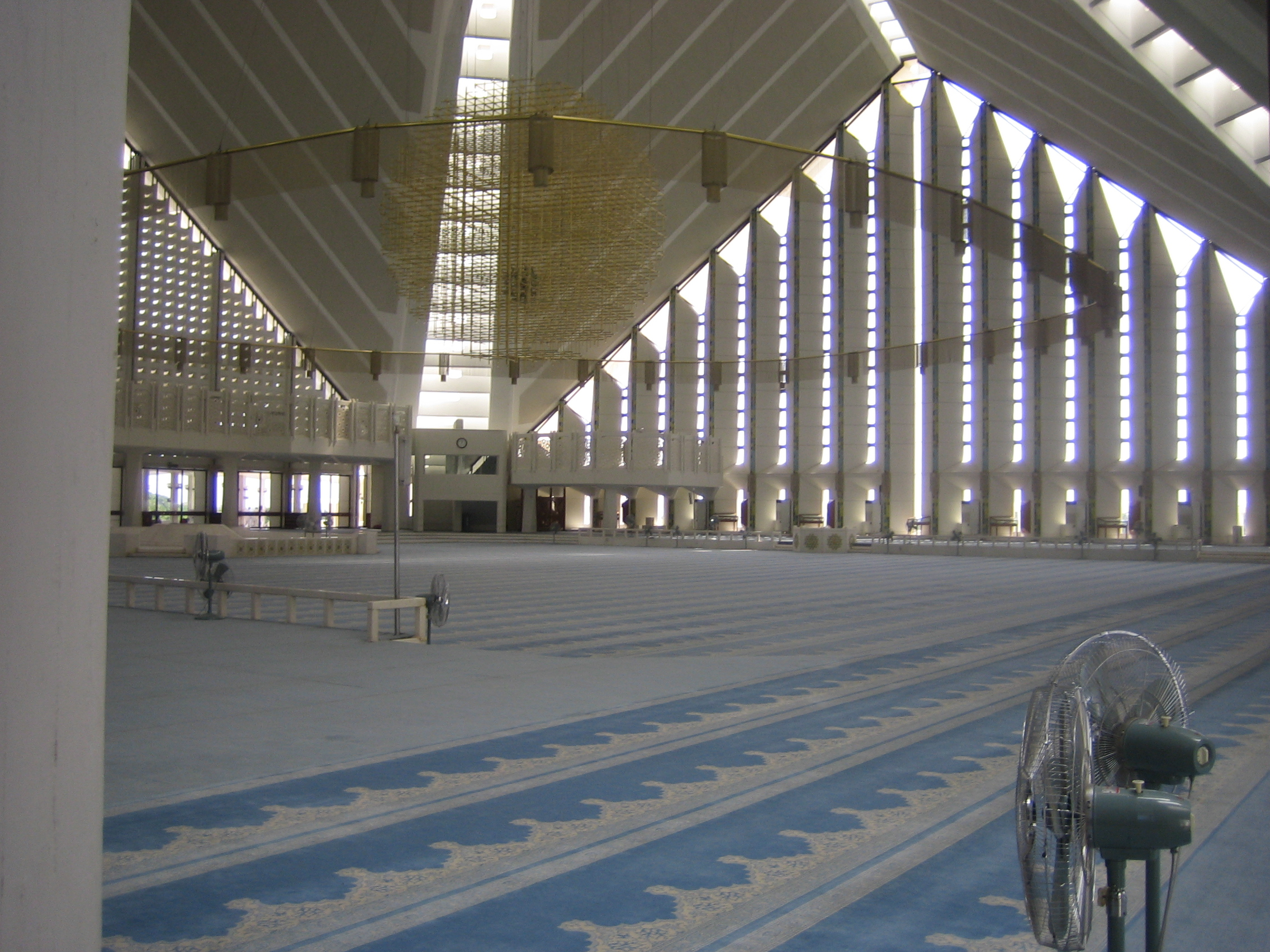
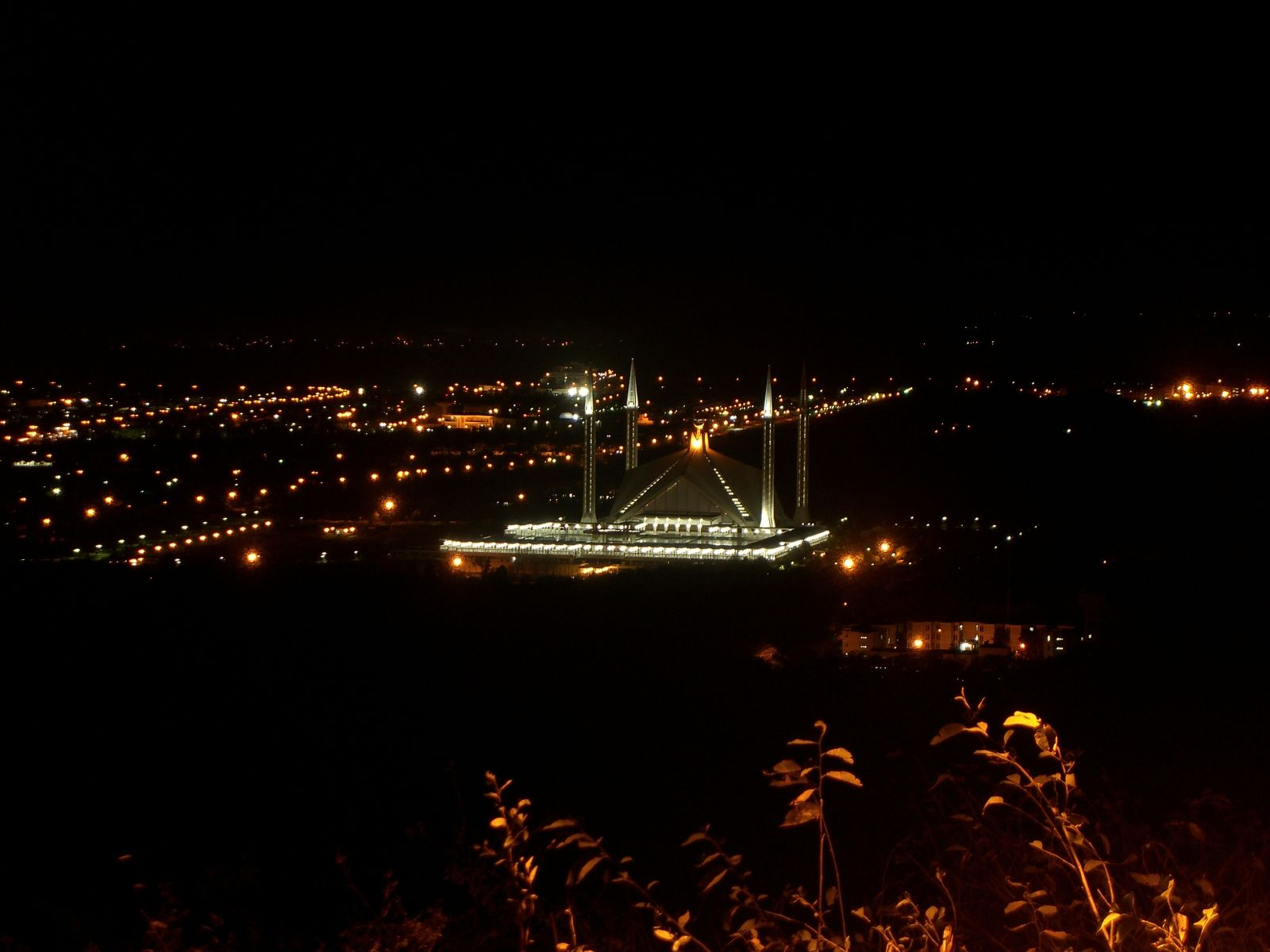
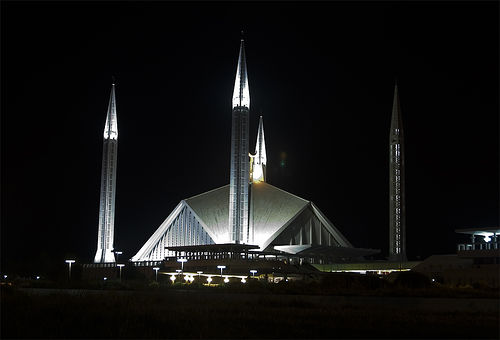
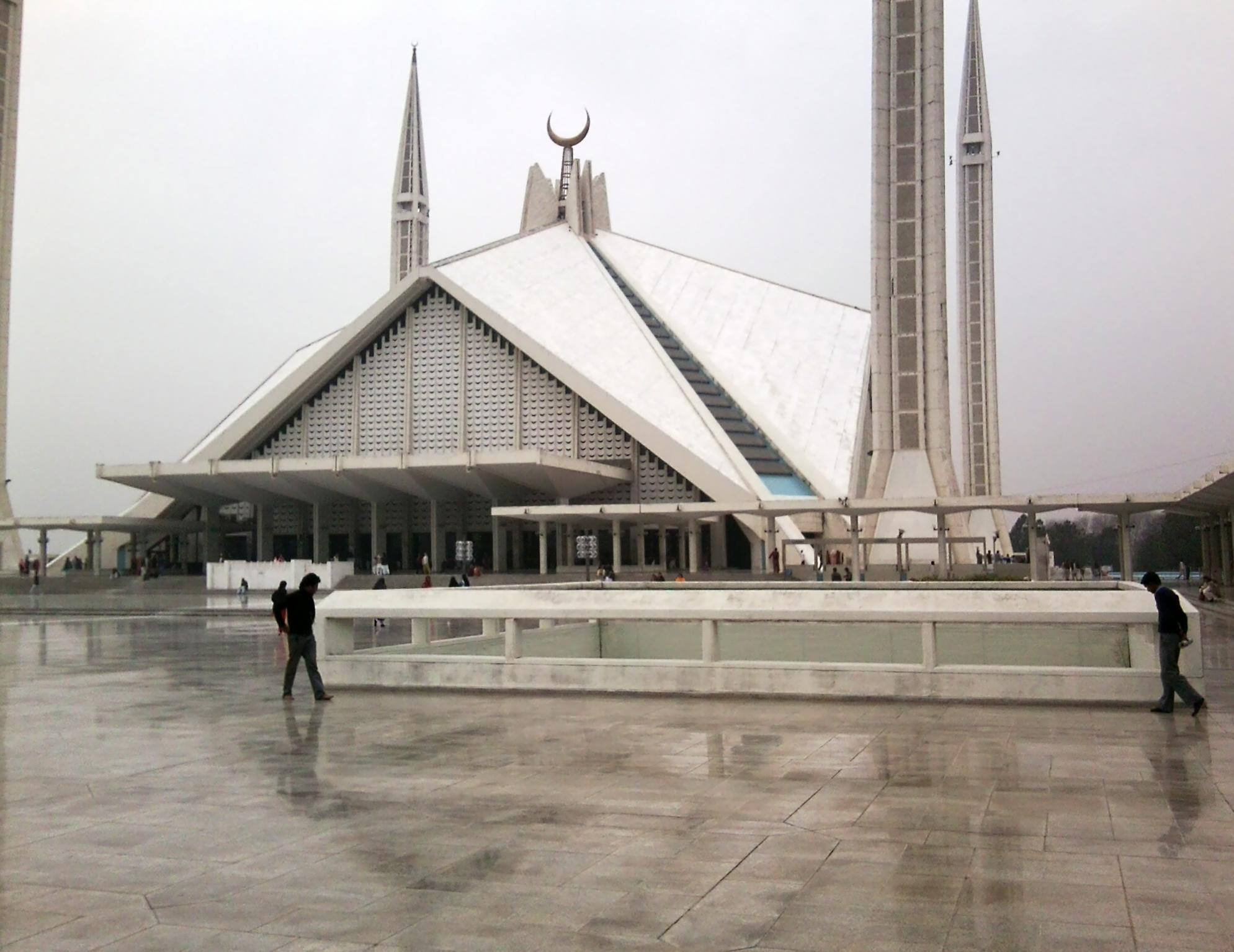

## Fordítás
- Ez a szócikk részben vagy egészben  a   Vedat Dalokay című török Wikipédia-szócikk fordításán alapul.  Az eredeti cikk szerkesztőit annak laptörténete sorolja fel. Ez a jelzés csupán a megfogalmazás eredetét és a szerzői jogokat jelzi, nem szolgál a cikkben szereplő információk forrásmegjelöléseként.
- Ez a szócikk részben vagy egészben  a   Vedat Dalokay című angol Wikipédia-szócikk fordításán alapul.  Az eredeti cikk szerkesztőit annak laptörténete sorolja fel. Ez a jelzés csupán a megfogalmazás eredetét és a szerzői jogokat jelzi, nem szolgál a cikkben szereplő információk forrásmegjelöléseként.